# Thema
Thema (græsk; flertal. themata; da. pl. themer) kaldtes
provinser i det østromerske rige fra Leo 3.s tid
(717-741). I stedet for den diokletiansk-konstantinske
inddeling i præfekturer, under dem dioceser og
under dem provinser, havde Leo, efter han havde afvist
arabernes angreb, opdelt riget i et stort antal
militærkommandoer, som kaldtes themata, således som legionerne i den
stående hær tidligere fra Mauritius’ tid havde været benævnt.
De befalende over disse themata blev kaldt
strateger og forenede både den militære
og civile forvaltning. Strategen tog sig dog ikke af
finansforvaltningen, som hørte under en protonotarie,
direkte under rigsskattemesteren eller
kejseren. Themainddelingen blev ofte forandret efter behov.
Konstantin Porfyrogennetos skrev en bog derom.